# Bembix oculata
Espèce
Bembix oculata (du latin oculatus = pourvu d'yeux) est une espèce d'hyménoptères (guêpes) de la famille des crabronidés.

## Description

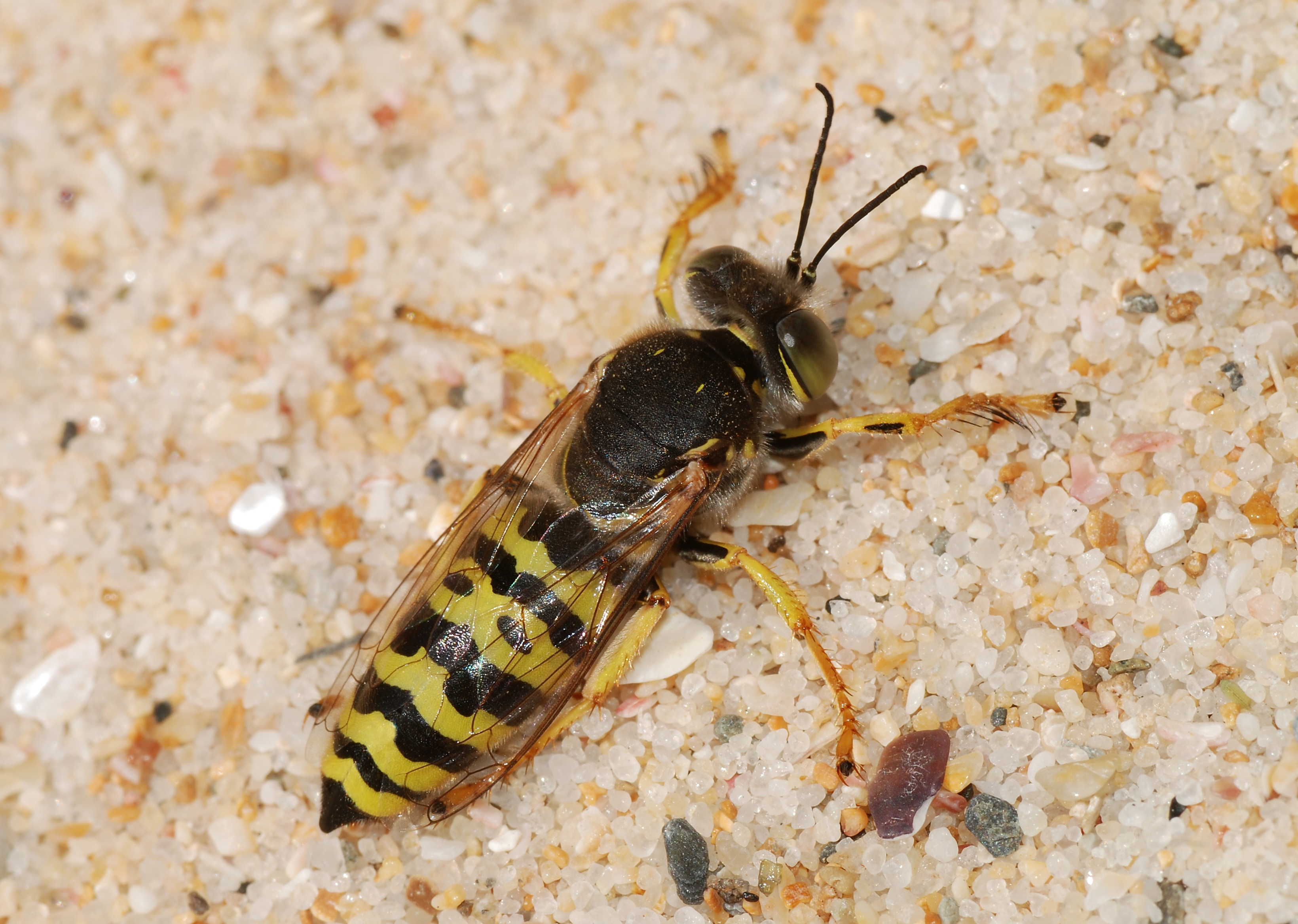

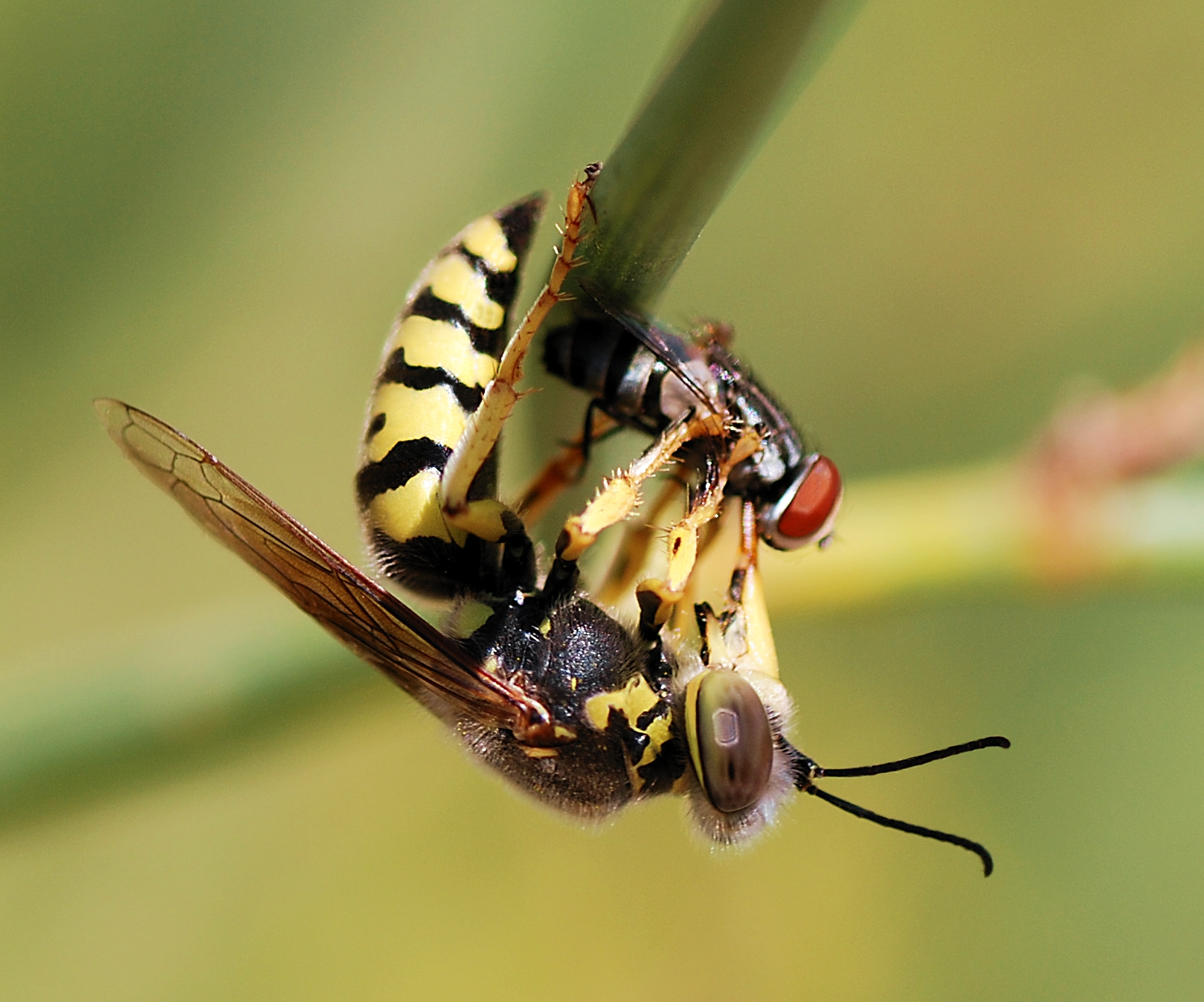

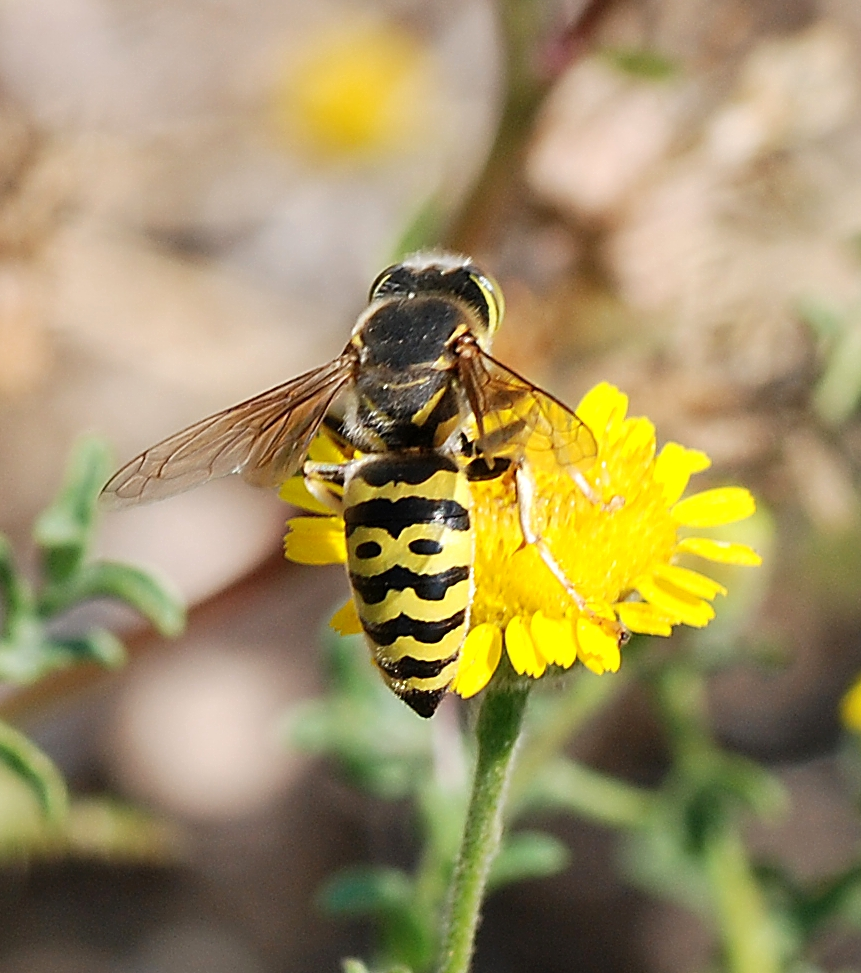

Cette espèce est très facilement reconnaissable grâce aux caractéristiques suivantes :
- deux taches rondes noires en forme d'yeux (ou de « paire de lunettes ») bien dessinées sur le deuxième tergite d'où son nom "oculata", pourvu d'yeux (sous-entendu « sur l'abdomen »). NB : le dessin de « paire de lunettes » n'est jamais aussi net chez les mâles, et alors la confusion avec un petit mâle de Bembix rostrata est possible.
- seule espèce de Bembix dont le dernier tergite est noir.
- labre très développé, figurant un "rostre" (qui n'en est pas un et ne sert pas à piquer) en avant des autres pièces buccales.

Le mâle est assez souvent pâle, parfois très pâle (blanc au lieu de jaune).
Les pattes avant disposent de "peignes" qui permettent à l'animal de creuser des trous dans le sable et d'en fermer l'entrée.

## Alimentation
Bembix oculata chasse des proies parmi 6 familles de diptères brachycères.